# マンリオ・ロッケッティ
マンリオ・ロッケッティ（Manlio Rocchetti, 1943年11月28日 –2017年1月9日）は、イタリア王国ラツィオ州ローマ出身のメイクアップアーティスト、特殊メイクアーティスト。

## 人物
イタリア映画のみならずハリウッドでも活躍し、『ドライビング Miss デイジー』（1989年）で、イタリア人として初めてアカデミーメイクアップ&ヘアスタイリング賞を受賞。同年には『ロンサム・ダブ（モンタナへの夢）』（1989）でプライムタイム・エミー賞も受賞した。その後はマーティン・スコセッシ監督作品のメイクアップを手がけたことで知られる。
父ゴッフレード・ロッケッティ、弟ルイージ・ロッケッティもメイクアップアーティストである。
娘のパオラ・ロッケッティはグラフィック・デザイナーとして、主にミュージックビデオの監督を手がけている。

## 略歴
1943年、ローマ生まれ。父ゴッフレード・ロッケッティ（Goffredo Rocchetti）は、ロベルト・ロッセリーニ、ルキノ・ヴィスコンティ、ピエル・パオロ・パゾリーニの映画で活躍したメイクアップアーティストであった。実家はローマのRocchetti e Rocchettiというかつら専門店を経営しており、19世紀から舞台や映画で使用されるかつらを作り続けてきた。
17歳のときにラオール・ウォルシュ監督の『ペルシャ大王』（1960）で父のアシスタントとしてメイクアップを手伝う。その後もパゾリーニ監督の『テオレマ』（1968）などで父のアシスタントを担当する。
70年代になると父のアシスタントから独立し、1973年にはフロレスターノ・ヴァンチーニ監督、フランコ・ネロ主演の社会派サスペンス映画″Il delitto Matteotti″（1973）で、リーノ・カルボーニの監修のもとでメイクアップを担当。フランコ・ネロをジャコモ・マッテオッティに、マリオ・アドルフをベニート・ムッソリーニに似せるなど、出演者を実在の政治家に似せるメイクアップを手がけた。
以降はイタリアの低予算映画を中心に活躍する。フランチェスコ・バリッリ監督による奇妙な味のジャッロ″Il profumo della signora in nero″（1974）は特によく知られる。その他には、フアン・ボッシュ監督のスリラー″Le calde labbra del carnefice″（1974）、ウーゴ・リベラトーレ監督のホラー映画″Nero veneziano″（1978）、セルジオ・マルティーノ監督のSFファンタジー『ドクター・モリスの島/フィッシュマン』（1979）といった、カルト映画として知られる作品でもメイクアップを担当している。
ロッケッティにとって最初の重要な仕事は、イタリア放送協会製作のレナート・カステラーニ監督によるジュゼッペ・ヴェルディの伝記ドラマ″Verdi″（1982）だった。同年にはエットレ・スコーラ監督の『ヴァレンヌの夜』（1982）でメイクアップを弟ルイージとともに担当。さらにルチオ・フルチ監督のスプラッター映画『ザ・リッパー』（1982）にも弟ルイージとともに参加し、マウリツィオ・トラーニ、フランコ・ディ・ジローラモ、ロザリオ・プレストピーノとともにメイクアップを手がけている。
1984年にはセルジオ・レオーネ監督の大作『ワンス・アポン・ア・タイム・イン・アメリカ』（1984）のメイクアップを担当。ロバート・デ・ニーロを老化させる特殊メイクは当初『エレファント・マン』（1980）のクリストファー・タッカーが予定されていたが、レオーネの判断によりイタリア人のニーロ・ヤコポーニとマンリオ・ロッケッティが手がけた。
『ワンス・アポン・ア・タイム・イン・アメリカ』での特殊メイクが高く評価され、以降は国際的に活躍の場を拡げる。『アンタッチャブル』（1987）でロバート・デ・ニーロをアル・カポネの外見に似せるメイクアップの顧問や、オランダのフォンス・ラデメーカーズ監督の『追想のかなた』（1986）など数々の名作でメイクアップを手がける。クレジットはされていないが『薔薇の名前』（1986）の特殊メイクにも参加。また、『ラストエンペラー』（1987）の特殊メイクにも参加している。
1988年にマーティン・スコセッシ監督の『最後の誘惑』（1988）でメイクアップを担当する。以降はスコセッシ監督作品の常連となり、『グッドフェローズ』（1990）、『エイジ・オブ・イノセンス/汚れなき情事』（1993）、『ギャング・オブ・ニューヨーク』（2002）、『シャッター アイランド』（2010）などでメイクアップ及び特殊メイクを手がけた。
1989年には『ドライビング Miss デイジー』（1989）のメイクアップを担当。本作により1990年のアカデミーメイクアップ&ヘアスタイリング賞を受賞する。また同時期には大ヒットしたTVドラマ『ロンサム・ダブ（モンタナへの夢）』（1989）のメイクアップによってプライムタイム・エミー賞のメイクアップ賞を受賞している。
晩年はアメリカに定住し、フロリダ州パームビーチ近くのテクエスタに住んでいたが、 2017年1月にマイアミで亡くなった。享年73。

## 主な作品
- テオレマ Teorema（1968）
- Il delitto Matteotti（1973）
- Il profumo della signora in nero （1974）
- カタリーナ・ブルームの失われた名誉 Die verlorene Ehre der Katharina Blum oder: Wie Gewalt entstehen und wohin sie führen kann（1975）
- 小さな火の歴史 Ahdat Sanawovach El-Djamr（1975）
- Nero veneziano（1978）
- ドクター・モリスの島/フィッシュマン L'isola degli uomini pesce（1979）
- ザ・リッパー Lo squartatore di New York （1982）
- ヴァレンヌの夜 La nuit de Varennes（1982）
- Verdi（1982）
- ワンス・アポン・ア・タイム・イン・アメリカ Once Upon a Time in America（1984）
- 炎のレジスタンス The Assisi Underground（1985）
- SFゾーン・トゥルーパーズ Zone Troopers（1985）
- ムッソリーニと私 Mussolini and I（1985）
- 薔薇の名前 The Name of the Rose（1986）- ハッソ・フォン・ヒューゴのアシスタント
- 追想のかなた De aanslag（1986）
- 激突!空中アトミック戦略/ヒーロー・ボンバー Choke Canyon（1986）
- ラストエンペラー The Last Emperor（1987）- ファブリツィオ・スフォルツァのアシスタント
- アンタッチャブル The Untouchable（1987）
- ホテル・コロニアル Hotel Colonial（1987）
- レンタ・コップ Rent-a-Cop（1987）
- マイ・ボディガード Man on Fire（1987）
- 最後の誘惑 The Last Temptation of Christ（1988）
- 幽霊伝説/フランケンシュタイン誕生秘話 Haunted Summer（1988）
- 宇宙異獣体トランザリアン Transformations（1988）
- ドライビング Miss デイジー Driving Miss Daisy（1989）

アカデミー賞受賞
- ロンサム・ダブ（モンタナへの夢）Lonesome Dove（1989）

エミー賞受賞
- バート・レイノルズ/ブレイキング・イン Breaking In（1989）
- B.L.ストライカー B.L. Stryker（1989）
- グッドフェローズ Goodfellas（1990）
- ランブリング・ローズ Rambling Rose（1991）
- 旅立ちの季節 Convicts（1991）
- サウス・キャロライナ/愛と追憶の彼方 The Prince of Tides（1991）
- Mayrig（1991）
- 588, rue Paradis （1991）
- 潮風とベーコンサンドとヘミングウェイ Wrestling Ernest Hemingway（1993）
- エイジ・オブ・イノセンス/汚れなき情事 The Age of Innocence（1993）
- ジェロニモ Geronimo: An American Legend（1993）
- ザ・ペーパー The Paper（1994）
- ロズウェル Roswell（1994）
- ヘンリエッタに降る星 The Stars Fell on Henrietta（1995）
- 天国の約束 Two Bits（1995）
- 審判 The Man Who Captured Eichmann（1996）
- ファミリー/再会のとき A Family Thing（1996）
- ディアボロス/悪魔の扉 The Devil's Advocate（1997）
- 大いなる遺産 Great Expectations（1998）
- クッキー・フォーチュン Cookie's Fortune（1999）
- 救命士 Bringing Out the Dead（1999）
- ノボケイン/局部麻酔の罠 Novocaine（2001）
- 黄金(きん)の谷のルーシー  The Ballad of Lucy Whipple（2001）
- 愛と暗殺のタンゴ Assassination Tango（2002）
- ギャング・オブ・ニューヨーク Gangs of New York（2002）
- ジュリアス・シーザー Julius Caesar（2002）
- ウォルター少年と、夏の休日 Secondhand Lions（2003）
- ペナルティ・パパ Kicking & Screaming（2005）
- ブロークバック・マウンテン Brokeback Mountain（2005）
- オール・ザ・キングスメン All the King's Men（2006）
- トリスタンとイゾルデ Tristan + Isolde（2006）
- ラッキー・ユー Lucky You （2007）
- デス・スパイダー Visions（2009）
- シャッター アイランド Shutter Island（2010）
- ラスト・ターゲット The American（2010）
- バスターズ ACAB – All Cops Are Bastards（2012）
- PARKER/パーカー Par ker（2012）